# Solovka
Solovka (ukrajinsky Соловка, maďarsky Szalóka, česky a slovensky Saloka) je obec v Čopské městské komunitě v užhorodském okrese Zakarpatské oblasti Ukrajiny. Leží na pravém břehu řeky Tisy, která zde tvoří státní hranici s Maďarskem. V Solovce je železniční hraniční přechod mezi Ukrajinou a Maďarskem. V roce 2020 v Solovce žilo 896 obyvatel. Částí obce Solovka je Petrivka. V roce 2025 měla celá obec 1240 obyvatel.

## Historie
Obec je poprvé zmíněna v listině z roku 1240. V období mezi světovými válkami byla obec (pod názvem Saloka) součástí první československé republiky. V letech 1938 až 1945 byla, na základě první vídeňské arbitráže, součástí Maďarského království.